# Elodie Ajinça
Elodie Ajinça es una deportista francesa que compitió en ciclismo en la modalidad de BMX. Ganó dos medallas en el Campeonato Mundial de Ciclismo BMX, oro en 2003 y bronce en 2001, y una medalla de bronce en el Campeonato Europeo de Ciclismo BMX de 2003.

## Palmarés internacional
| Campeonato Mundial | Campeonato Mundial          | Campeonato Mundial | Campeonato Mundial |
| Año                | Lugar                       | Medalla            | Competición        |
| ------------------ | --------------------------- | ------------------ | ------------------ |
| 2001               | Louisville (Estados Unidos) | Medalla de bronce  | Carrera            |
| 2003               | Perth (Australia)           | Medalla de oro     | Carrera            |
| Campeonato Europeo |                             |                    |                    |
| Año                | Lugar                       | Medalla            | Competición        |
| 2003               | Vallet (Francia)            | Medalla de bronce  | Carrera            |